# تاشکو ناچیچ
تاشکو ناچیچ (سیریلیک صربی: Ташко Начић؛ ۷ آوریل ۱۹۳۴ – ۲۷ مارس ۱۹۹۳) بازیگر اهل صربستان بود.
از فیلم‌ها یا برنامه‌های تلویزیونی که وی در آن نقش داشته‌است می‌توان به کی آنجا آواز می‌خواند؟ و مرشد و مارگاریتا اشاره کرد.